# De opificio dei
De opificio dei (Über das Schöpfungswerk Gottes) ist die erste Schrift des frühchristlichen Kirchenvaters Laktanz, die er nach seiner Konversion zum christlichen Glauben Anfang des 4. Jahrhunderts in lateinischer Sprache verfasste. Es ist eine kleine Anthropologie, die den Menschen als wohldurchdachtes Geschöpf Gottes mit einer gottgesetzten Bestimmung zeigt. Dennoch werden direkte Hinweise auf Christliches vermieden, so dass die Schrift mit ihren vielen Bezügen zur antiken Philosophie und ausgeprägten medizinischen Details als kryptochristlich bezeichnet werden kann.

## Gliederung und Quellen
Die ersten 19 Kapitel (das zwanzigste enthält Schlussbemerkungen) gliedern sich in drei Themengruppen:
- Kapitel 1–7: die ausgezeichnete Bildung und Gestaltung des Menschen durch Gott. Die (natürlich ebenfalls durch Gott geschaffenen) Tiere sind weit weniger gut ausgestattet
- Kapitel 8–16: eine umfassende anatomische/physiologische Beschreibung des menschlichen Körpers
- Kapitel 17–19: Betrachtungen zu anima/animus (Seele, Lebenskraft)

Den Gepflogenheiten seiner Zeit folgend entwickelt Laktanz keine eigenen Gedanken, sondern kompiliert, bekräftigt und verwirft Schriften, die er vorfindet. Da ihm weite Bereiche der philosophischen und medizinischen Schriften in lateinischer und griechischer Sprache zur Verfügung standen, die großenteils nicht mehr erhalten sind, sind seine Quellen nur schwer zu bestimmen. Er selbst nennt mehrmals Marcus Terentius Varro, Lukrez (allerdings hauptsächlich, um ihn anzugreifen) und Marcus Tullius Cicero. Möglicherweise war er von hermetischen Texten beeinflusst.
Das Werk enthält keinerlei Bibelzitate und nur eine Anspielung auf eine Bibelstelle (1. Mose 1,27f in Kapitel 8,3).
Weitere Quellen zu Einzelthemen werden im Folgenden genannt.

## Inhalt

### Die ausgezeichnete Bildung und Gestaltung des Menschen durch Gott
In Kapitel 1–7 stellt Laktanz das Schöpfungswerk Gottes bezüglich aller Lebewesen dar. Der Mensch ist allerdings durch die göttliche Gabe der Vernunft den Tieren, die durch körperliche Fähigkeiten ausgestattet sind, überlegen. Diesen Grundgedanke hatte bereits der christliche Schriftsteller Minucius Felix und neben anderen Autoren der Antike Cicero in seiner Schrift De natura deorum (Buch II, 121–153) entwickelt. Auf diese verweist auch Laktanz, wenn er sie auch nicht hinreichend findet (Kapitel 1, 13). Er betont die divina providentia (= göttliche Vorsehung, Fürsorge) für die Tiere und polemisiert vehement gegen den namentlich genannten Lukrez, der diese in seiner De rerum natura leugnet (Kapitel 6).

### Anatomische/physiologische Beschreibung des menschlichen Körpers
In Kapitel 8 beginnt Laktanz mit den Worten nunc ... singulorumque membrorum quae in corpore aperta aut operta sunt, utilitates et habitus explicabo („nun ... werde ich die einzelnen offenliegenden oder verborgenen Körperteile nach Gebrauch und äußerer Erscheinung erklären“) eine ausführliche Beschreibung des menschlichen Körpers. Zunächst stellt er die menschlichen Gliedmaßen und Organe vom Kopf beginnend vor: Augen, Ohren, Nase, Mund mit Zähnen und Zunge, Schultern, Arme, Hände usw. Ab Kapitel 11 geht er erneut den menschlichen Körper durch mit den inneren Organen: Luftröhre, Speiseröhre, Lunge, Magen usw. Laktanz strukturiert seinen Text somit durch einen ähnlichen Aufbau wie Aristoteles in der Historia animalium (Buch I,9–12 und Buch I,16–17). Die Ausführungen enthalten durchaus enthusiastische Lobpreisungen des Schöpfungswerkes. So schreibt er über die Hände (Kapitel 10,22):
quid dicam de manibus rationis ac sapientiae ministris? Quas sollertissimus artifex ...
„was soll ich über die Hände sagen, diese Diener des Verstandes und der Weisheit? Diese hat der geschickteste Künstler ...“
Für anderes werden sachliche Schilderungen übernommen. Möglicherweise von Galen (De usu partium corporis humani, II,97) hat Laktanz die Erklärung für gelegentliches Doppeltsehen (Kapitel 9) übernommen. Keine dunklen Ursachen gebe es hier, vielmehr liege es daran, dass der Mensch zwei Augen habe, durch die der Geist wie durch zwei Fenster schaue.
In Kapitel 12 werden dann uterus et conceptio, also Genitalien und Empfängnis behandelt. Vieles führt sich, vermutlich über Exzerpte und Übersetzungen verschiedener Autoren, auf das Werk De generatione animalium des Aristoteles zurück (den Laktanz auch selbst nennt), etwa der Gedanke, dass sich im Embryo zuerst das Herz bildet. Der Frage, ob sich das Sperma im ganzen Körper bildet und – besonders – wie sich das Geschlecht des Embryos bestimmt, räumt auch Laktanz weiten Raum ein. Allerdings folgt er hier Aristoteles nur bedingt. Er geht von der Vorstellung aus, dass sich im männlichen Körper nahe der Harnblase zwei vena (Gefäße) befinden, von denen das rechte Samen für männliche Embryonen und das linke für weibliche ausbildet. Entsprechend wachsen diese im rechten oder linken Teil der Gebärmutter heran. Komme es jedoch zu einer Überkreuzung, also männliche Embryonen im weiblichen Uterusteil bzw. umgekehrt, so führe das zu sonderbaren Eigenschaften der Kinder: Männer mit zarten Stimmen und schwachen Seelen, Frauen mit kräftigen Gliedern und wildem Gemüt (Kapitel 12,12–14).

### anima/animus
Mit superest de anima dicere („es verbleibt, über die Seele zu reden“) leitet Laktanz den letzten Teil seines Traktats ein. Er vertritt den kreatianischen Typ der altchristlichen Psychologie, also die Herkunft jeder Seele unmittelbar von Gott. Der durch die Seele ausgezeichnete Mensch soll durch ein tugendhaftes Leben (Kapitel 19, 10) die Nähe Gottes suchen.
Aber auch nichtchristliche Inhalte werden diskutiert (Kapitel 18), so die Unterscheidung zwischen anima (Seele, Leben) und animus (Seele, Geist, Gemüt). Hierzu erwähnt er epikuräische Dichter und erörtert die Möglichkeit, dass dem Schlafenden, dessen animus also ruht, im Traum die Zukunft gezeigt werde. Durch ein Vergilzitat belegt er die Möglichkeit wahrer und falscher Träume.

## Überlieferung
Der Text war anscheinend durchaus verbreitet. Isidor von Sevilla benutzt ihn in seinen Etymologiae ausführlich und zitiert ihn in seinem Werk Liber differentiarum fast 50 mal. Auch Cassiodor zieht ihn heran (De anima innerhalb der Variae (epistulae)). Samuel Brandt konnte für seine Ausgabe 1893 neun mittelalterliche Handschriften benutzen. Darüber hinaus gibt es etwa 150 Handschriften des 14. und 15. Jahrhunderts, die für Textrekonstruktion und -verständnis unergiebig sind. Die Erstausgabe wurde 1465 als Inkunabel in der Offizin von Arnold Pannartz und Konrad Sweynheym – Pionieren des Buchdrucks in Italien – in Subiaco gedruckt. Dr. Anton Knappitsch erstellte eine Übersetzung in die deutsche Sprache, die 1919 in der Reihe Bibliothek der Kirchenväter herausgegeben wurde.

## Textausgaben und Übersetzungen
in der Reihenfolge des Erscheinens
- Samuel Brandt: L. Caeli Firmiani Lactanti opera omnia. Accedunt carmina eius quae feruntur et L. Caecilii qui inscriptus est De mortibus persecutorum liber (= Corpus scriptorum ecclesiasticorum latinorum. Band 27). Prag/Wien/Leipzig 1893, S. 1–64 (Digitalisat).
- Sister Mary Francis McDonald, O.P (Übersetzung): Lactantius, The minor works (= The Fathers of the Church. Band 54). Catholic University of America Press, Washington D.C. 1965, S. 5–58 (englische Übersetzung).
- Michel Perrin (Hrsg.): L’ouvrage du Dieu créateur (= Sources Chrétiennes, Bände CCXIII–CCXIV). Éditions du Cerf, Paris 1974
  - Bd. 1: Introduction, texte critique, traduction (Text mit kritischem Apparat und Übersetzung).
  - Bd. 2: Commentaire et index (Kommentar und Register).